# Semënovka (Azerbaigian)
Semënovka è un comune dell'Azerbaigian situato nel distretto di İmişli. Conta una popolazione di 3.337 abitanti.